# Beffroi d'Arras
Le beffroi d'Arras est un ouvrage de charpente de la commune d'Arras, dans le département français du Pas-de-Calais. Tout comme l'hôtel de ville auquel il est accolé, il s'agit d'un monument historique.
Commencés durant le XVe siècle, les travaux prennent fin en 1554, sur les plans de Jacques le Caron. Construit dans le style gothique flamboyant, le beffroi est détruit puis reconstruit à deux reprises de manière identique. La première fois en 1833, car il menaçait de s'écrouler et la seconde fois, en 1914, à la suite des bombardements allemands de la Première Guerre mondiale.
Au Moyen Âge, le beffroi avait des fonctions militaires : la cloche sonnait l'ouverture et la fermeture des portes de la ville et le bâtiment servait de prison. De nos jours, il fait partie du patrimoine d'Arras. Il est classé monuments historiques depuis 1840 et, depuis 2005, fait partie du patrimoine mondial de l'Unesco en étant compris dans les beffrois de Belgique et de France.

## Localisation
Le beffroi d'Arras se situe rue Jacques-Le-Caron, à Arras. Sur le plan cadastral, il se trouve à la section AB sur la parcelle 179.
Il est accolé à la façade postérieure de l'hôtel de ville.

## Histoire

### Construction
Un document de 1463 relate que le beffroi a été construit à l'emplacement de la halle aux cuirs ; proche de l'emplacement des étaux de la corporation des bouchers. Cette année-là, la construction du beffroi avait déjà commencé. Il incarne le rayonnement et la puissance de la cité. Le bâtiment est ainsi construit sur une large base carrée dans le style gothique,, au-dessus de laquelle s'organisent plusieurs niveaux octogonaux disposés en quinconce, afin de donner de l'élan à l'édifice.[réf. souhaitée] La construction se fait au jour le jour ; la ville n'a pas de crédit et ne compte pas les dépenses. Elle bâtit le beffroi avec les ouvriers qu'elle peut se payer, soit avec les revenus de la ville, soit grâce à la vente de matériel leur appartenant. En 1499, la bancloque est placée en haut de l'édifice, pour la venue de Philippe Ier le Beau (également appelé Philippe d'Autriche) afin de sonner l'allégresse. En 1501, les bourgeois d'échevinage s'assemblent pour financer la construction du beffroi. Parce que l'ancien hôtel de ville est ancien et menace ruine, il est décidé d'en construire un nouveau en même temps, accolé au beffroi. Pour payer les ouvriers, ils vendent leurs maisons, puis les revenus des droits de seigneurie, de bourgeoisie et de sceaux. En 1513, l'agrandissement de l'hôtel de ville déplace l'entrée du beffroi. Celle-ci se retrouve au premier étage. La cloche sonnait pour permettre l'ouverture et la fermeture des portes de la ville.
Tandis que les travaux ont lieu au niveau de la troisième galerie, Jacques Le Caron, un maître maçon venu de Marchiennes, propose d'achever l'édifice avec un octogone de douze pieds de haut et, sur le faîtage, une couronne surmontée d'un lion aux armes de la ville. Le mayeur fait examiner ses devis par douze autres maîtres maçons et ces derniers déclarent dans leur rapport du 5 juin 1551, « qu'il leur semble en leur conscience que icelle ouvraige sera bonne et souffisante pour continuer ledit ouvraige et achever ledit Beffroy ». Le beffroi est terminé en 1554,. Il incarne l'aboutissement du style flamboyant dans les beffrois, au même titre que le beffroi d'Audenarde et de Bruxelles.[réf. nécessaire]

### Révolution et première reconstruction
En 1791, en pleine Révolution française, la couronne au sommet est recouverte d'une feuille de plomb, afin d'éviter que les révolutionnaires ne l'enlèvent.
En 1833, le beffroi est démoli jusqu'au-dessus des abat-sons de la partie inférieure. En effet, le bâtiment, abandonné, n'avait pas été réparé depuis longtemps. Les boulets de canon durant le siège d'Arras de 1640 avaient par ailleurs dégradés ses pierres. Une reconstruction est décidée, qui commence le 1er mai 1839. La première pierre est bénie par Monseigneur de La Tour d'Auvergne et posée par Maurice Colin, le maire d'Arras. Ce dernier pose également la dernière pierre le 18 juin de l'année suivante. Une inscription dans la salle des guetteurs rappelle cette pose : « Dernière pierre du Beffroy, posée par M. Maurice Colin, maire d'Arras, le 18 juin 1840 ». Louis-Victor Bougron a participé aux travaux de l'édifice. En 1868, le beffroi obtient une horloge, achetée par la ville d'Arras. D'autres réparations de la partie supérieure ont lieu en 1872 et 1873. À cette époque, le beffroi d'Arras fait 75,36 m entre les pavés et le haut de la girouette ; il est décrit comme la plus haute tour du nord de la France. Jusqu'en 1909, quelques travaux de restauration ont lieu.

### Première Guerre mondiale et seconde reconstruction

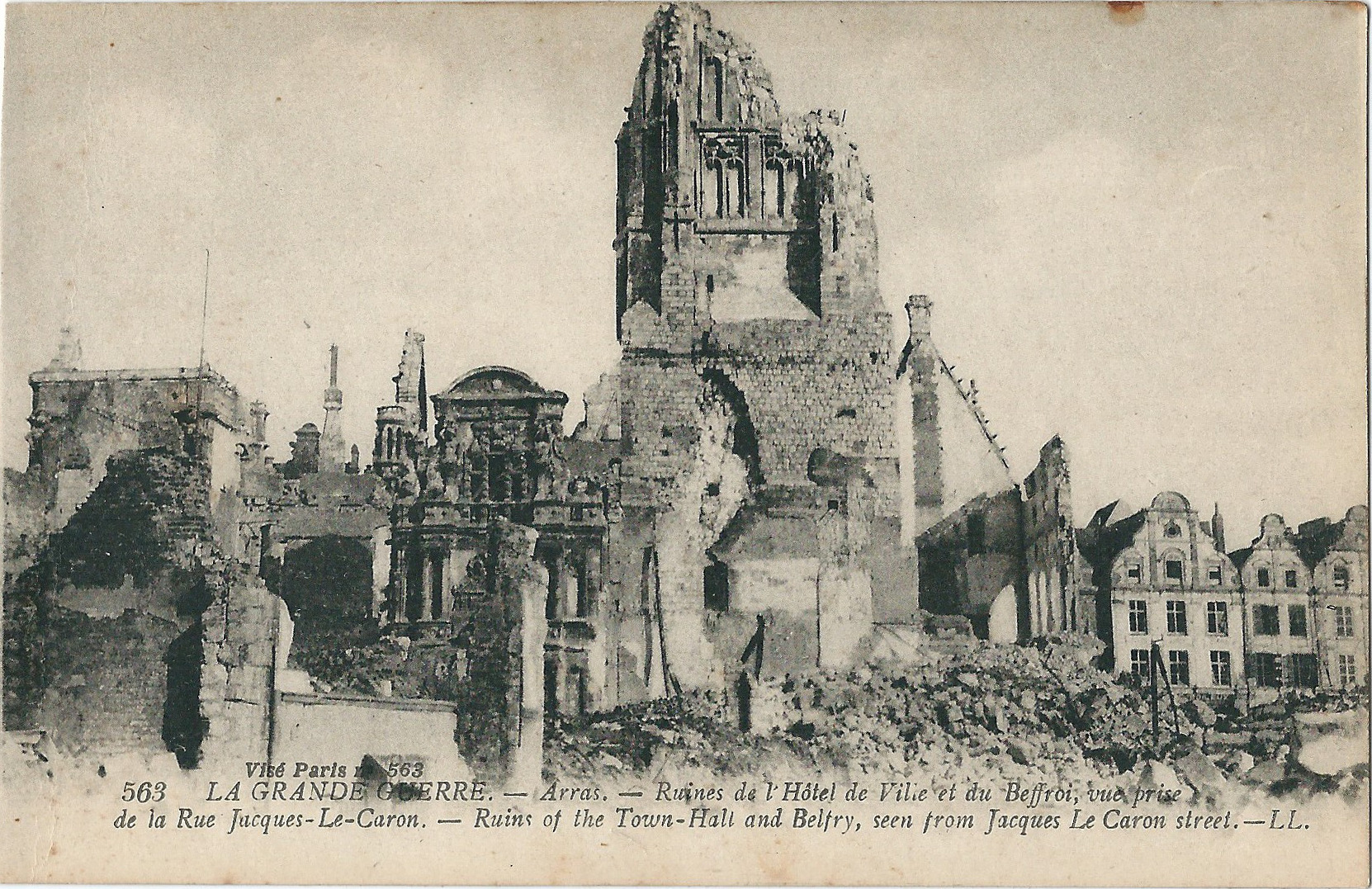
L'hôtel de ville et le beffroi en ruines (1918).

Durant la Première Guerre mondiale, le beffroi est détruit le 21 octobre 1914 par l'artillerie allemande, après 69 tirs d’obus. Lors de la reconstruction, le beffroi est de nouveau érigé à l'identique, mais avec une structure en béton armé, pour des raisons de coût. Les plans sont dus à l'architecte en chef des monuments historiques Pierre Paquet. Les travaux ont lieu en même temps que l'hôtel de ville d'Arras, qui lui est reconstruit dans le style architectural du XIVe – XVe siècle pour la façade sur la place des Héros, dans le style classique issu des travaux précédant la visite de Louis XIV pour la façade place de la Vacquerie, éliminant ainsi les transformations apportées au XIXe siècle à l'édifice[réf. souhaitée].
Le lion d'or qui le domine, installé sous Louis XIV (d'où le soleil dans la main du lion), haut de deux mètres, est la réplique de l'original (exposé au musée des beaux-arts d'Arras) qui a subi les bombardements durant la Première Guerre mondiale.[réf. souhaitée]
En 1930, un nouveau carillon est mis en place. Au début des années 1930, le peintre Charles Constantin Joseph Hoffbauer installe sur les murs de la grande salle d'honneur (1er étage) une grande fresque (peinte sur toile marouflée de 50 m de long, achevée en 1932, présentant des scènes de la vie des Arrageois au XVIe siècle dans un style inspiré de tableaux anciens dont ceux de Brueghel).[réf. souhaitée]
Dès mars 1999, un programme de restauration des parements en pierre et de la structure en béton armé est mis en place ; puis en 2005, le beffroi subit un ravalement.

## Architecture

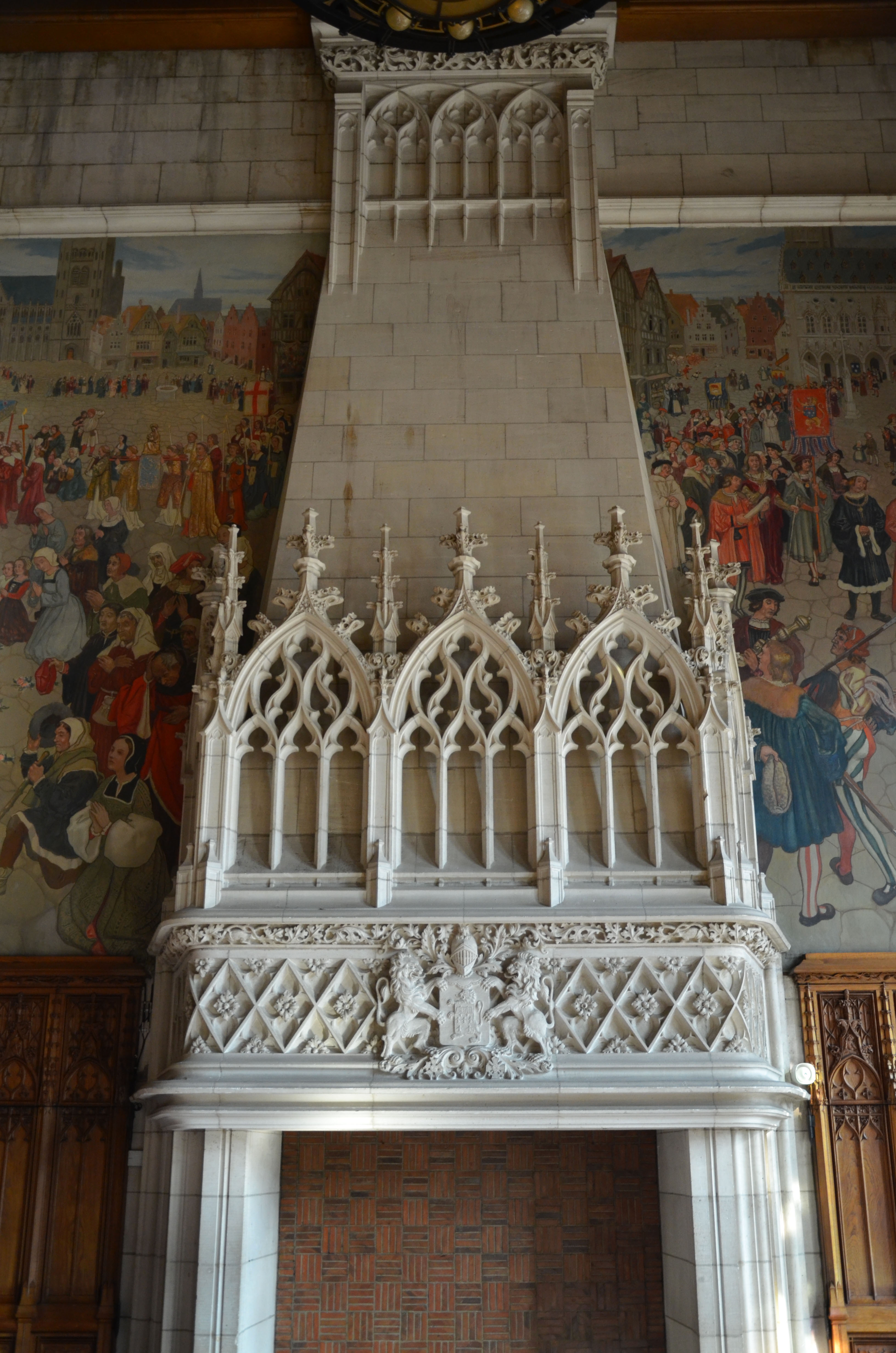
Cheminée de pierre blanche de la grande salle d'Honneur de l'Hôtel de ville, accolée au Beffroi, reconstruite après la Première Guerre mondiale.

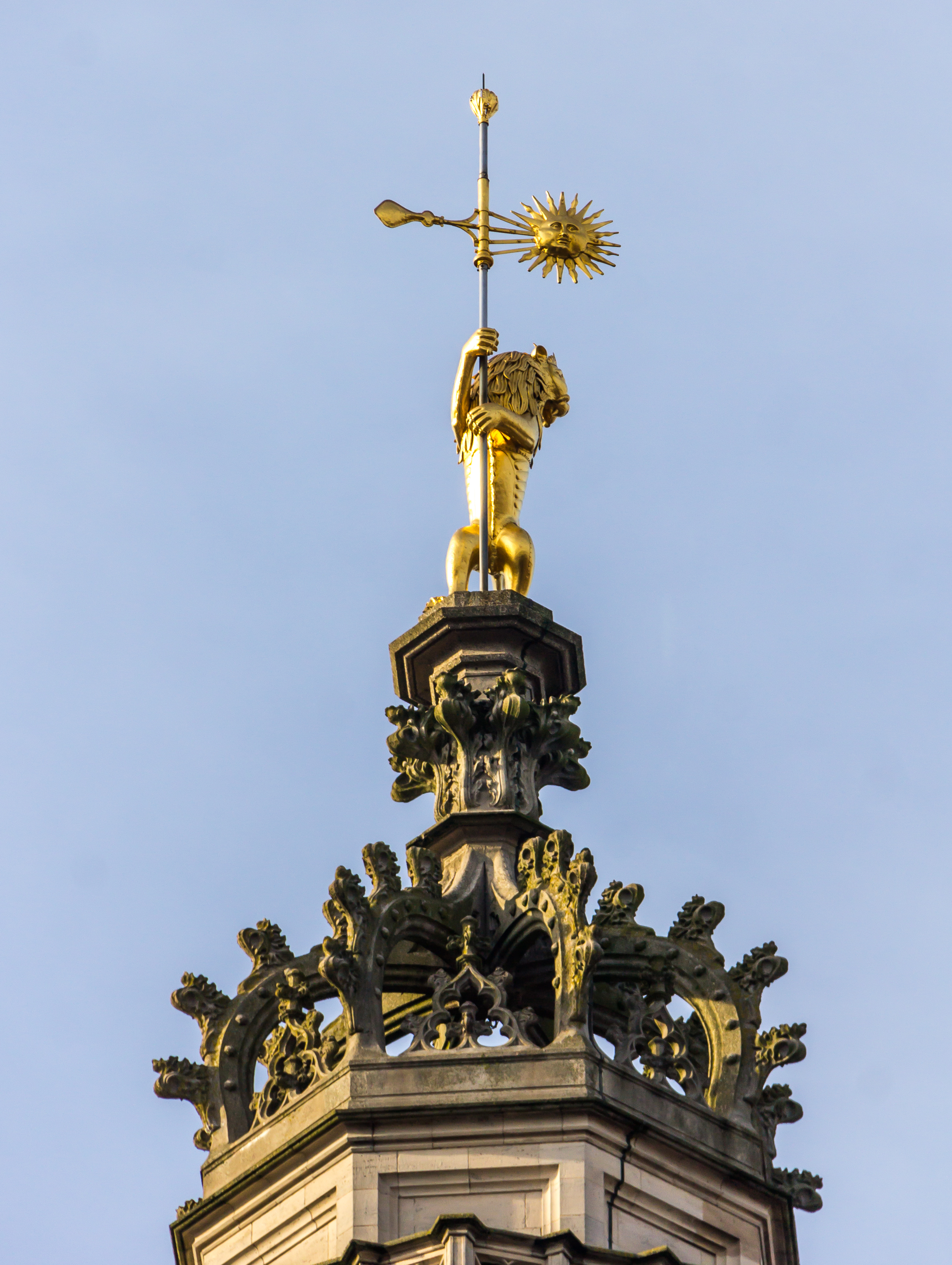
Détail du lion au sommet du beffroi.

Du haut de ses 75 mètres, il domine le paysage arrageois, visible à plusieurs kilomètres à la ronde : il est aujourd'hui encore le plus haut édifice de la ville.
Le beffroi d'Arras est une tour octogonale avec un soubassement carré.

### Extérieur
Le beffroi est de style gothique flamboyant.
Il ne comporte pas d'échauguettes.

### Cloches
En 1877, il abrite quatre cloches principales.
Au total, lors de la présentation du beffroi pour le classement au patrimoine mondial, il compte 40 cloches et un carillon électrique.

## Patrimoine et culture

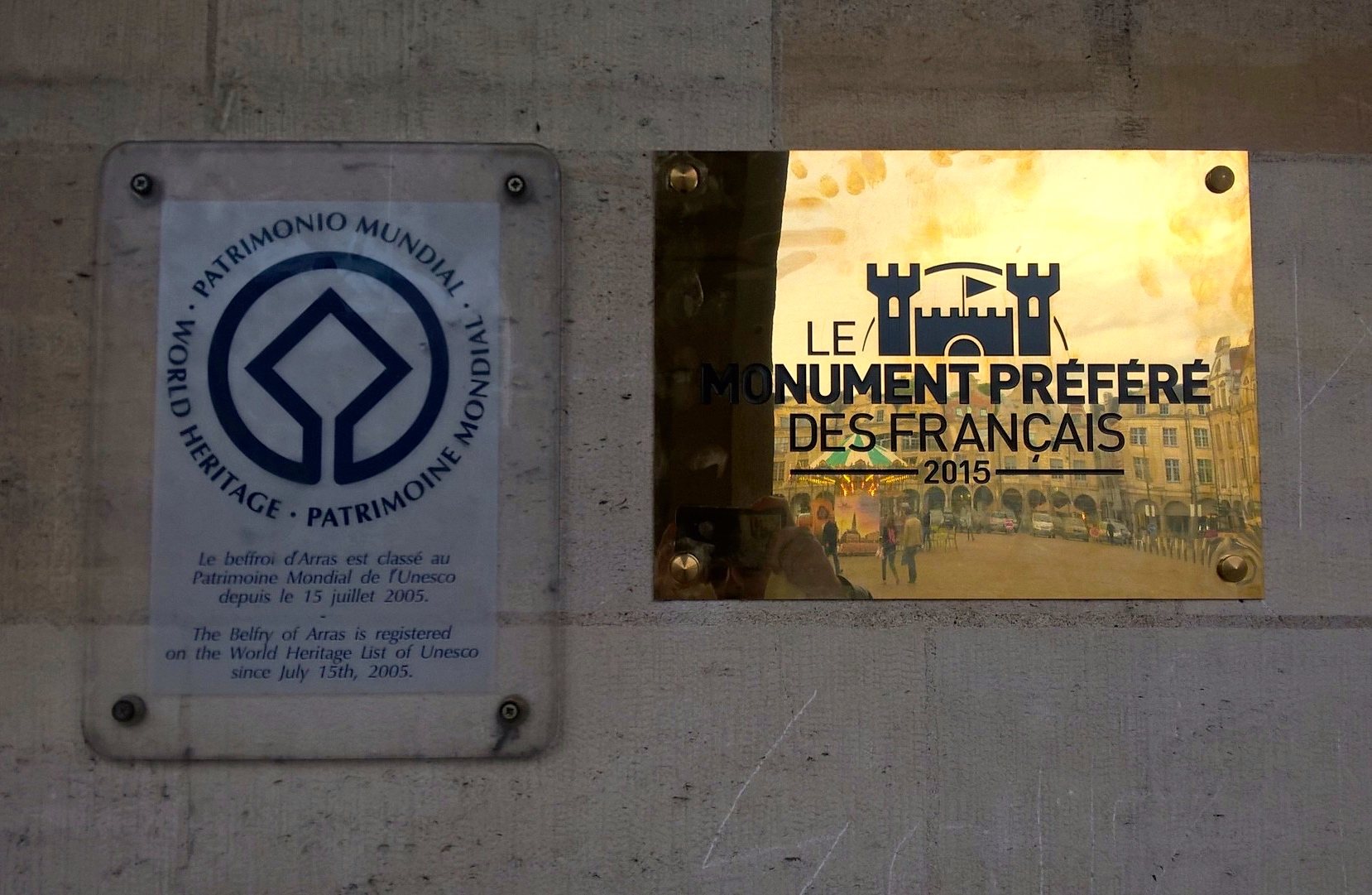
Inscrit au patrimoine mondial de l'UNESCO et monument préféré des français.

Au Moyen Âge, les cellules d'emprisonnement sont situées dans l'ancienne demeure du châtelain.
Le beffroi est ouvert au public toute l'année aux horaires de l'office de tourisme. On peut accéder au niveau se situant sous l'horloge, en empruntant un ascenseur, puis une quarantaine de marches.[réf. souhaitée] Le beffroi a été visité par 8 294 personnes en 2001, 25 747 en 2002 et 29 592 en 2003.
Ce bâtiment est classé monument historique en 1840 sur la première liste créée par Prosper Mérimée. Depuis 2005, le beffroi d'Arras est inscrit sur la liste du patrimoine mondial de l'UNESCO dans la catégorie beffrois de Belgique et de France avec 22 autres beffrois de Belgique et de France. En 2015, il devient le « monument préféré des Français », à la suite de l'émission de télévision française du même nom, présentée par Stéphane Bern et diffusée sur France 2.
Durant la première semaine de septembre se tient tous les ans au beffroi un spectacle pyrotechnique, l'embrasement du beffroi, durant lequel une voix-off raconte l'histoire de la ville d'Arras, avec à chaque spectacle une scénographie et une thématique différentes selon l'actualité de la ville. Saint Nicolas descend en rappel durant les fêtes de fin d'année. Il y a aussi un concert de carillon, le premier samedi de chaque mois.
Le beffroi et son classement sont évoqués (ironiquement) dans le film Pas son genre (2014). Une scène s'y déroule aussi dans le film La Liste de mes envies (2014)[réf. souhaitée].